# Rodrigo Prieto
Pour les articles homonymes, voir Prieto.
Rodrigo Prieto (né en novembre 1965 à Mexico) est un directeur de photographie et réalisateur mexicain.
Son grand-père fut Gouverneur du District fédéral et président de la Chambre des députés du Mexique mais fut poursuivi par la suite par le pouvoir établi pour des différends politiques. Il s'enfuit avec sa famille au Texas puis rejoint Los Angeles, où le père de Rodrigo Prieto passa la majorité de son enfance. Son père étudia ensuite l'ingénierie aéronautique à New York où il rencontra sa mère. Le couple revint au Mexique et y mit au monde Rodrigo Prieto.
Prieto est devenu un directeur de la photographie à la réputation bien établie, travaillant avec des réalisateurs tels que Spike Lee (La 25e Heure) ou Curtis Hanson (8 Mile), mais son héritage politique mexicain a toujours un effet visible sur sa carrière. En 2002, il filme Frida, un film sur Frida Kahlo, une artiste communiste mexicaine. En 2003, il collabore avec Oliver Stone sur deux documentaires Projets : Comandante, sur Fidel Castro, et Persona non grata, sur Yasser Arafat. En 2004, il dirige la photographie d'Alexandre pour Oliver Stone. Prieto a aussi travaillé avec Alejandro González Iñárritu sur les films encensés par la critique Amores Perros, 21 Grammes, Biutiful.
Rodrigo Prieto est remarqué pour son emploi non conventionnel de la caméra, souvent associé à un éclairage expressif. Dans 25th Hour, Prieto utilise la surexposition et d'autres techniques pour créer des images oniriques originales, signifiant que les événements montrés à l'écran sont des souvenirs ou des visions. Une photographie tout aussi novatrice apparaît dans Frida, où les couleurs vives et une imagerie crue se mêlent à des ambiances de jaunes et de bruns.
Récemment, Prieto a dirigé la photographie du Secret de Brokeback Mountain, pour lequel il est nommé à l'Oscar de la meilleure photographie. Il y fait de plus une apparition en caméo en tant que prostitué que le personnage joué par Jake Gyllenhaal, Jack Twist, rencontre. Il a ensuite travaillé sur le film Babel.

## Filmographie

### Directeur de la photographie
- 1996 : Oedipo alcalde Jorge Alí Triana
- 1998 : Un envoûtement de Carlos Carrera
- 2000 : Amours chiennes d'Alejandro González Iñárritu
- 2001 : Péché originel de Michael Cristofer
- 2001 : Ten Tiny Love Stories de Rodrigo García
- 2002 : Frida de Julie Taymor
- 2002 : 8 Mile de Curtis Hanson
- 2002 : La 25e Heure de Spike Lee
- 2003 : Comandante d'Oliver Stone
- 2003 : 21 Grammes d'Alejandro González Iñárritu
- 2003 : America Undercover (série tv) deux épisodes réalisés par Oliver Stone
- 2004 : Alexandre d'Oliver Stone
- 2005 : Le Secret de Brokeback Mountain d'Ang Lee
- 2006 : Babel d'Alejandro González Iñárritu
- 2007 : Lust, Caution d'Ang Lee
- 2009 : Jeux de pouvoir de Kevin Macdonald
- 2009 : Étreintes brisées de Pedro Almodóvar
- 2010 : Wall Street : L'argent ne dort jamais d'Oliver Stone
- 2010 : Biutiful d'Alejandro González Iñárritu
- 2011 : De l'eau pour les éléphants de Francis Lawrence
- 2011 : Nouveau Départ (We Bought a Zoo) de Cameron Crowe
- 2012 : Argo de Ben Affleck
- 2013 : Le Loup de Wall Street de Martin Scorsese
- 2014 : The Homesman de Tommy Lee Jones
- 2016 : Passengers de Morten Tyldum
- 2016 : Silence de Martin Scorsese
- 2019 : The Irishman de Martin Scorsese
- 2023 : Barbie de Greta Gerwig
- 2023 : Killers of the Flower Moon de Martin Scorsese

### Réalisateur
- 2024 : Pedro Páramo

## Distinctions

### Nominations
- Oscars 2020 : Meilleure photographie pour The Irishman
- BAFA 2020 : meilleure photographie pour The Irishman
- Oscars 2024 : Meilleure photographie pour Killers of the Flower Moon